# Massa (Tanzania)
Massa è una circoscrizione rurale (rural ward) della Tanzania situata nel distretto di Mpwapwa, regione di Dodoma. Conta una popolazione di 12 561 abitanti (censimento 2012).